# Hélio Leite
Hélio Leite da Silva (Castanhal, 9 de dezembro de 1957) é um corretor de imóveis e político brasileiro, filiado ao União Brasil (UNIÃO) e atual prefeito de Castanhal.

## Biografia
Nasceu em Castanhal em 1957.
Exerceu dois mandatos como vereador de Castanhal, entre 1989 e 1996. Na Câmara Municipal de Castanhal foi 1º secretário, vice-presidente e presidente.
Como vice-prefeito de Paulo Titan (1997-1998), assumiu na mesma época a Secretaria Municipal de Infra-Estrutura.
Foi eleito duas vezes (entre 1999 e 2004) deputado estadual pelo Partido do Movimento Democrático Brasileiro (PMDB).
Prefeito de Castanhal por dois mandatos (entre 2004 a 2012).
Em 2014 foi eleito deputado federal pelo Democratas (DEM) com 85.194 votos, assumindo mandato em Brasília desde fevereiro de 2015, na 55.ª legislatura (2015-2019). Como deputado federal, votou a favor da admissibilidade do processo de impeachment de Dilma Rousseff. Já durante o Governo Michel Temer, votou a favor da PEC do Teto dos Gastos Públicos.
Em abril de 2017 foi favorável à Reforma Trabalhista. Com a nomeação de Celso Sabino para o Ministério do Turismo em 14 de julho de 2023, o deputado assumiu um novo mandato na Câmara dos Deputados em 25 de julho, na condição de primeiro suplente da chapa do União Brasil no Estado do Pará.
Secretário Estadual de Ciência, Tecnologia e Educação Profissional do Pará
Em fevereiro de 2023, foi anunciado como Secretário Estadual de Ciência, Tecnologia e Educação Profissional e Tecnológica do Pará, no segundo mandato de Helder Barbalho, onde permaneceu até meados de julho.
Em 2024 consegue se eleger prefeito de Castanhal para um terceiro mandato vencendo o atual prefeito Paulo Titan com um total de 43,77% contra 36,10% de Paulo Titan.

## Votações contra a investigação de Michel Temer
Em agosto de 2017 votou contra o processo em que se pedia abertura de investigação do presidente Michel Temer, ajudando a arquivar a denúncia do Ministério Público Federal.
Na sessão do dia 25 de outubro de 2017, o deputado, mais uma vez, votou contra o prosseguimento da investigação do então presidente Michel Temer, acusado pelos crimes de obstrução de Justiça e organização criminosa. O resultado da votação livrou Michel Temer de uma investigação por parte do Supremo Tribunal Federal (STF).